# پاسی رائوتیاینن
پاسی رائوتیاینن (فنلاندی: Pasi Rautiainen؛ زادهٔ ۱۸ ژوئیهٔ ۱۹۶۱) بازیکن فوتبال اهل فنلاند بود.
از باشگاه‌هایی که در آن بازی کرده‌است می‌توان به باشگاه فوتبال هلسینکی، باشگاه فوتبال بایرن مونیخ، باشگاه فوتبال آرمینیا بیله‌فلد، و باشگاه ورزشی وردر برمن اشاره کرد.
وی همچنین در تیم ملی فوتبال فنلاند بازی کرده‌است.